# Aschenberg (Osterzgebirge)
Der Aschenberg liegt bei der Stadt Dippoldiswalde am Quellgebiet des Langegrundbachs zwischen der Ortschaft Seifersdorf und dem Pfarrbusch bei Borlas.

## Lage und Umgebung
Der Aschenberg liegt im Landkreis Sächsische Schweiz-Osterzgebirge auf dem Gemeindegebiet der Stadt Dippoldiswalde nordwestlich von Seifersdorf und südlich von Borlas. Der von Äckern umgebene Berg bildet das Quellgebiet des Langegrundbachs, der sich nordöstlich in die Rote Weißeritz ergießt, und eines in Landkarten unbenannten Bächleins, das westlich in Borlas in den Borlasbach mündet.

## Geschichte
Im Jahre 1785 wird der Aschenberg auf Blatt 281 des Berliner Exemplars der sächsischen Meilenblätter als Aschen-Berg bezeichnet. Sein Name beruht auf der mittelhochdeutschen Bezeichnung für Eschen-Berg (Berg, auf dem Eschen stehen). Der Berg diente vom 19. Jahrhundert bis Ende des 20. Jahrhunderts als trigonometrischer Punkt. Direkt an diesem vorbei verlief früher der Feldweg zwischen dem Seifersdorfer Pfarrgut und dem Pfarrbusch. Der heute unterhalb vorbeiführende Feldweg gehört den ansässigen Bauern und dient als Wanderweg zwischen Seifersdorf und Borlas.

## Naturraum
Auf dem Berg wuchsen früher Eschen. Heute wachsen dort Wildkirschen und Wildäpfel, die im südöstlichen Bereich von Gebüsch umschlossen sind.